# 菅谷政雄
菅谷 政雄（すがたに まさお、1914年 - 1981年11月25日）は、20世紀に活動した日本のヤクザ。暴力団・菅谷組組長、三代目山口組若頭補佐などを歴任し、1963年から1975年まで上部団体・三代目山口組の最高幹部にあたる若頭補佐を務め、大きな勢力を保持。“ボンノ”の通称を持った。

## 不良少年時代
1914年、神戸市葺合区（現在の中央区）南本町(新川スラム)に生まれる。兄に博徒の菅谷三蔵がいる（三蔵は大阪市西成区に本拠を置いていた松田組組長・松田雪重と有田組で同門）。「ボンノ」の渾名は、少年時代に近隣の法専寺の和尚から「この煩悩め!」と一喝されたことから、以降そう呼ばれるようになったとする説がある。両親からはボンノーと呼ばれており、自身も「ボンノ」という渾名が気に入っていたと言われる。少年時代からの友人に松浦繁明、井志繁雅、俊藤浩滋がおり、住吉一家の牧健作も御影時代からの友人とされる。

## 国際ギャング団時代
戦前より神戸三宮を中心に愚連隊の旗頭として活動していた。戦後になって三宮を中心に「国際ギャング団」として、朝鮮人、中国人、台湾人の一部と無法者一味と活動を共にするようになった。主に闇市で用心棒を勤める一方、闇物資の倉庫管理などをシノギとしていたが、情報ミスから適正な物資を強奪して、検挙された際に一部台湾人が含まれていたことから、新聞紙上で「国際ギャング団」の異名が付けられるようになる。
1946年頃、神戸で自警団を組織していた二代目山口組の若衆田岡一雄、吉川勇次と三宮の朝鮮人連盟本部との間で引き起こった緊迫した場面を仲裁したりした。1946年4月4日、三宮の闇市の利権に絡む問題がこじれた際、菅谷の舎弟藤本元司が朝鮮人連盟神戸支部情報部長・洪 準水を射殺してしまう事件が起きた。この事件で菅谷は逮捕・脱獄を繰り返し、地裁では無期懲役となったが、控訴審の途中でサンフランシスコ講和条約（1951年）の恩赦があり懲役18年となった。菅谷逮捕の指揮を執ったのは兵庫県警刑事課長の職にあった秦野章（後に自民党 参議院議員）であった。しかし一方で秦野は、「控訴すれば減刑になる。あきらめたら駄目だ」と菅谷に控訴を勧め、「伊豆の踊り子」を差し入れに持ってきたなどのエピソードがある。秦野の記憶によると、ずっと後の事だが、彼が客としていた銀座のクラブ「姫」に後から訪れた菅谷は、秦野を見ると「あそこにおるのは秦野さんやろう。俺は世話になったけど顔をあわせる事ができん。よろしゅう伝えてくれ」と店を去ったという。

## 山口組若頭補佐就任と菅谷組の隆盛
1946年（32歳）から1959年（45歳）まで服役し、その仮出所後の同年11月、田岡一雄から若衆の盃を受けて山口組の若衆となった。菅谷は間もなく菅谷組を結成し、菅谷組は瞬く間に神戸で大きな勢力をふるうに至った。
1960年の明友会事件後、菅谷組も舎弟頭・浅野二郎（後の浅野組組長）が大阪に事務所を構え、菅谷も大阪にいる時間が長かったとされる。大阪では誠会（後の二代目小車誠会）を率いる川口義昌を舎弟分として在阪勢力を驚かせ、有名な博徒でもある波谷守之とも知り合った。後には業界の老舗である大阪の酒梅組四代目・中納幸男と五分の兄弟盃を交わしている（なお、三代目の松山とは田岡が五分兄弟盃）。
1961年から1964年頃にかけて菅谷組は神戸、大阪、和歌山、福井、石川、福島、愛媛、福岡、熊本に進出し、最盛期には構成員1200人を擁した。警察論文集によると「麻薬暴力団」とされる菅谷組は、福島、栃木、四国などで密売組織を作り数度にわたり覚醒剤事犯を起こしている。また経済力も強く、1974年に出資法違反で起訴された際には年間20億円を超える収入があったことが明らかになっている。
1963年に山口組の集団指導体制が発足すると菅谷は若頭補佐に就任。1971年に梶原組組長・梶原清晴の水難事故による急死を受けて、山健組組長・山本健一が若頭に就任する際には、互選で選出された山広組組長・山本広に対して、若頭断念の説得工作などを行った。

## 山口組からの絶縁と菅谷組の解散
事後この一件を周囲に吹聴したことと、次第に組織の中で強くなる力に軋轢も生じ始め、山本健一との関係は次第に疎遠になっていった。また、菅谷組舎弟の川内組組長・川内弘の本家直参昇格を巡り内部抗争を起こし、1977年4月13日、菅谷の命を受けた襲撃部隊が川内を射殺する事件が発生（三国事件）。この事件を重要視した山口組執行部は一同名義で菅谷を絶縁処分とした。
山口組に絶縁された後も菅谷組は解散せずに独自に存続するが、次第に離散する者が増えた。
1978年7月11日には、山口組田岡一雄組長が銃撃される事件が発生（ベラミ事件）。実行犯の鳴海清は菅谷とは無関係であったが、銃撃の直後に菅谷組幹部宅に銃弾による報復攻撃が行われるなど、既に山口組からは「何かあれば」真っ先に疑うべき存在となっていた。
さらに同年、菅谷が収監されるに至って勢力はさらに縮退していった。『最後の博徒 波谷守之の半生』によると 1981年に出所した菅谷は波谷守之に相談しに行き、組の解散を進言される。この時点で波谷と菅谷組の実力者・浅野二郎は菅谷の体が癌に侵されていて、余命が長くないことを医師から伝えられていた（本人には伝えられていなかった）。2人にとって、余命をカタギとして穏やかに暮らして欲しいと願っての進言だった。
菅谷は2人の進言を受け止め、菅谷組の解散を決断し、1981年6月、田岡の元に「長いこと親不孝しました」と詫びを入れて解散を通知し、カタギとなった。その翌月の7月23日に田岡は心臓病のため死去し、菅谷も同年11月25日に67歳にて死去した。

## 人となり
着る物にも乗り物にも非常に気を使い、ヤクザのファッション リーダーとして時勢を風靡した。普段着からジーンズを履き、スーツの着こなしも洗練されていて、車はリンカーン・コンチネンタルを好んで購入した そのスタイルは注目を浴びた。
好きな曲は「St. Louis Blues」で、自伝を元とした映画「神戸国際ギャング」ではテーマソングに使わせた。自分の墓は立派なものではなく、木の板にボンノと書いて土に埋めてくれればいいと言ったという。

## 菅谷組出身山口組直系組長
- 浅野二郎（菅谷組舎弟頭 浅野組組長、安達組相談役・三代目山口組若中・一和会事務局長）
- 川口義昌（菅谷組舎弟 二代目小車誠会会長、五代目山口組舎弟）
- 岡本雅博（菅谷組若頭補佐 松山会会長、五代目山口組若中）
- 後藤忠政（菅谷組川内組若頭補佐 後藤組組長、伊堂組舎弟・六代目山口組舎弟）
- 佐藤邦彦（菅谷組若頭補佐 佐藤組組長、竹中組舎弟・五代目山口組若中）
- 須藤潤（菅谷組若頭補佐 須藤組組長、竹中組舎弟・六代目山口組若中）
- 大原宏延（菅谷組若中 大原組組長、宅見組舎弟頭・六代目山口組総本部長）
- 奥浦清司（菅谷組若中 奥浦組組長、長谷組舎弟頭・六代目山口組若中）
- 天野洋志穂 （菅谷組若中 天野組組長、波谷組舎弟・宅見組副組長・六代目山口組若中）

## その他、菅谷組系下部団体
- 【舎弟】
  - 天心会、大阪
  - 波谷組、大阪
  - 菅原組、大阪
  - 公友会、徳島
  - 中村組、金沢
  - 初田組、大阪
  - 大谷組、大阪
  - 平岡組、大阪
  - 清水組、大阪
  - 笠松組、大阪

- 【若中】
  - 生島組、大阪（元若頭補佐）
  - 段組、大阪 （元若頭補佐）
  - 神沢会、神戸（元若頭補佐、組長秘書）
  - 河政会、大阪
  - 石元組、大阪（元若頭補佐）
  - 中塚会、大阪
  - 園田組、大阪
  - 川崎組、大阪
  - 石田会、大阪（元若頭補佐）
  - 一政会、神戸
  - 大川組、大阪
  - 永井組、大阪
  - 浪政会、大阪
  - 侠政会、大阪
  - 亀谷組、大阪
  - 桑田組、富山
  - 松田会、大阪
  - 亨政連合、大阪
  - 中井組、大阪